# My Little Pony: Equestria Girls – Legend of Everfree
My Little Pony: Equestria Girls – Legend of Everfree (prt: My Little Pony: Equestria Girls 4; bra: My Little Pony, Equestria Girls: A Lenda de Everfree) é um filme canado-estado-unidense dos géneros comédia, fantasia e musical. É sequela do filme My Little Pony: Equestria Girls - Jogos da Amizade, e considerado quarto filme da franquia e spin-off Equestria Girls, e faz parte do fim da sexta temporada da série de desenho animado, My Little Pony: A Amizade É Mágica. É escrito por Joanna Lewis e Kristine Songco, e dirigido por Ishi Rudell. Em 24 de setembro de 2016, o filme estreiou primeiro no Brasil pelo canal Discovery Kids, em 1 de outubro de 2016 nos Estados Unidos pela Netflix, e em 8 de dezembro de 2016, em Portugal pelo Canal Panda. Este será o último filme em que Rebecca Shoichet dublará Sunset Shimmer em My Little Pony.
Este filme inclui Tara Strong, Rebecca Shoichet, Ashleigh Ball, Andrea Libman, Tabitha St. Germain, Cathy Weseluck, Enid-Raye Adams e Brian Doe.
Como os outros três filmes da série, o filme recria os protagonistas da série My Little Pony - A Amizade É Mágica, normalmente pôneis, na versão humanizada e alunos de Canterlot High School. Neste filme, em particular, os alunos de Canterlot High investigam os acontecimentos mágicos bizarros em que se encontram envolvidos durante uma viagem de escola para o acampamento Everfree.

## Elenco
Nesse filme, Shoichet irá dublar Sunset e Twilight cantando.
| Personagem                        | Voz Original em Inglês                      | Dublagem Brasileira                           |
| --------------------------------- | ------------------------------------------- | --------------------------------------------- |
| Twilight Sparkle/Midnight Sparkle | Tara Strong Rebecca Shoichet (canções)      | Bianca Alencar Victória Kíu (canções)         |
| Sunset Shimmer                    | Rebecca Shoichet                            | Fernanda Bullara Vivi Mori (canções)          |
| Applejack                         | Ashleigh Ball                               | Samira Fernandes Vânia Canto (canções)        |
| Rainbow Dash                      | Ashleigh Ball                               | Silvia Suzy Corina Sabbas (canções)           |
| Fluttershy                        | Andrea Libman                               | Priscila Ferreira Mary Minóboli (canções)     |
| Pinkie Pie                        | Andrea Libman Shannon Chan-Kent (canções)   | Tatiane Keplmair Andressa Andreatto (canções) |
| Rarity                            | Tabitha St. Germain Kazumi Evans (cantando) | Priscila Franco Bianca Tadini (cantando)      |
| Vice-Diretora Luna                | Tabitha St. Germain                         | Letícia Quinto                                |
| Spike, o cão                      | Cathy Weseluck                              | Francisco Freitas                             |
| Gloriosa Daisy                    | Enid-Raye Adams Kelly Metzger (cantando)    | Clarice Espíndola                             |
| Timber Spruce                     | Brian Doe                                   | Daniel Figueira                               |
| Trixie                            | Kathleen Barr                               | Bruna Matta                                   |
| Flash Sentry                      | Vincent Tong                                | Robson Kumode                                 |
| Diretora Celestia                 | Nicole Oliver                               | Denise Reis                                   |
| Snips                             | Lee Tockar                                  | Bruno Dias                                    |
| Snails                            | Richard Ian Cox                             | Vagner Fagundes                               |
| Bulk Biceps                       | Michael Dobson                              | Wellington Lima                               |
| Filthy Rich                       | Brian Drummond                              | Marcelo Pissardini                            |
| Sandalwood                        | Vincent Tong                                | Yuri Chesman                                  |

## Produção

### Desenvolvimento
Legend of Everfree foi mencionado pela primeira vez durante a apresentação em Hasbro 2016 Entertainment Plan em agosto de 2015, junto com uma imagem da nova personagem, Gloriosa Daisy. O quarto filme de Equestria Girls também foi mencionado pelo Ishi Rudell Rainbow Rocks e Jogos da Amizade. Respondendo no Twitter quando perguntado se "haverá outros conteúdos em #EquestriaGirls de qualquer tipo", Rudell respondeu: "Sim, é muito provável". Durante uma apresentação na MIPJunior 2015, o presidente da Hasbro Studios Stephen Davis confirmou que um quarto filme da Equestria Girls estava no processo de produção. Em 7 de julho de 2016 foi postado no YouTube um teaser que mostrou uma variadas imagens do fundo do filme.
A produção do filme começou "antes de [Jogos da Amizade] foram concluídas em tudo", é tempo para "um pouco" mais de um ano e meio" e sua conclusão foi confirmada por Rudell para final de agosto de 2016.

### Prévias
Em 7 de julho de 2016, um teaser foi publicado no YouTube mostrando um slideshow dos cenários.
O primeiro trailer oficial do filme foi exibido pela Entertainment Weekly em 22 de julho de 2016. Um segundo trailer mais curto foi então publicado no YouTube em 1 de agosto de 2016.

## Lançamento

### Televisão
| País                                                                     | Data de exibição       | Canal de transmissão | Notas            |
| ------------------------------------------------------------------------ | ---------------------- | -------------------- | ---------------- |
| Brasil                                                                   | 24 de setembro de 2016 | Discovery Kids       | [ 3 ] [ nota 1 ] |
| Polónia                                                                  | 15 de outubro de 2016  | teleTOON+            | [ 14 ]           |
| Reino Unido e Irlanda.                                                   | 15 de outubro de 2016  | POP                  | [ 15 ]           |
| México                                                                   | 22 de outubro de 2016  | Discovery Kids       | [ 16 ]           |
| Ucrânia                                                                  | 30 de outubro de 2016  | PlusPlus             |                  |
| França                                                                   | 31 de outubro de 2016  | TiJi                 |                  |
| Hungria, Chéquia, Roménia e Eslováquia.                                  | 2 de novembro de 2016  | Minimax              |                  |
| Rússia e CEI.                                                            | 5 de novembro de 2016  | Carousel             | [ 17 ]           |
| Estados Unidos                                                           | 5 de novembro de 2016  | Discovery Family     |                  |
| Colômbia e América Latina.                                               | 14 de novembro de 2016 | Discovery Kids       | [ 18 ]           |
| Argentina                                                                | 19 de novembro de 2016 | Discovery Kids       | [ 18 ]           |
| Alemanha                                                                 | 19 de novembro de 2016 | Disney Channel       | [ 19 ]           |
| Bósnia e Herzegovina, Kosovo, Macedônia do Norte, · Montenegro e Sérvia. | 26 de novembro de 2016 | Minimax              | [ 20 ]           |
| Estónia, Letônia e Lituânia.                                             | 3 de dezembro de 2016  | TDA                  |                  |
| Portugal                                                                 | 8 de dezembro de 2016  | Canal Panda          | [ 2 ] [ nota 2 ] |
| Itália                                                                   | 18 de dezembro de 2016 | Cartoonito           | [ 21 ]           |

### Streaming
O filme foi disponível em 237 nos 241 países de todo o mundo para streaming da Netflix.
| País | Data de exibição       |
| --- | ---------------------- |
| Estados Unidos, Guam, Ilhas Marshall, Ilhas Virgens Americanas, Marianas Setentrionais · e Porto Rico.                                              | 1 de outubro de 2016   |
| Canadá e Samoa Americana. | 2 de outubro de 2016   |
| Hong Kong | 31 de janeiro de 2017  |
| 193 países, incluindo Brasil, Angola, Cabo Verde, Guiné-Bissau, Guiné Equatorial, · Moçambique, Macau, Portugal, São Tomé e Príncipe e Timor-Leste. | 1 de fevereiro de 2017 |
| 34 países da América e Países Baixos. | 2 de fevereiro de 2017 |

### Home media
Legend of Everfree foi lançado em DVD e Blu-ray em 1 de novembro de 2016 nos Estados Unidos e no Canadá. O conteúdo especial anunciado inclui um comentário em áudio, uma sequência de blooper e canções do karaoke.

## Publicidade

### Livro
A adaptação do livro pela Perdita Finn, intitulado My Little Pony: Equestria Girls: The Legend of Everfree, foi exibido na American International Toy Fair 2016 e foi lançado em 6 de setembro de 2016. As 24 páginas do livro de histórias adaptadas por Louise Alexander estará disponível no iTunes em 4 de outubro de 2016.

### Trilha sonora
A trilha sonora do filme foi anunciado no Google Play e no iTunes em 16 de setembro de 2016.
| N.º            | Título                                 | Compositor(es) | Artista(s)                                                                                            | Duração |  |
| 1.             | "A Lenda de Everfree (tema principal)" | Daniel Ingram  | Twilight Sparkle, Sunset Shimmer, Applejack, Fluttershy, Pinkie Pie, Rainbow Dash, Rarity em conjunto | 2:13    |  |
| 2.             | "A Escuridão em Mim"                   | Daniel Ingram  | Twilight Sparkle                                                                                      | 1:32    |  |
| 3.             | "Aceite a Magia"                       | Daniel Ingram  | Sunset Shimmer                                                                                        | 2:30    |  |
| 4.             | "Lutar por Everfree"                   | Daniel Ingram  | Gloriosa Daisy                                                                                        | 2:03    |  |
| 5.             | "A Lenda que Nasceu Para Ser"          | Daniel Ingram  | Twilight Sparkle, Sunset Shimmer, Applejack, Fluttershy, Pinkie Pie, Rainbow Dash, e Rarity           | 2:32    |  |
| 6.             | "Brilha a Esperança"                   | Daniel Ingram  | Twilight Sparkle, Sunset Shimmer, Applejack, Fluttershy, Pinkie Pie, Rainbow Dash, Rarity em conjunto | 2:35    |  |
| Duração total: | Duração total:                         | Duração total: | Duração total:                                                                                        | 13:25   |  |

### Brinquedos
Em 12 de fevereiro de 2016, a Hasbro Toy Fair 2016, foi revelado mercado com base do filme Legend of Everfree. As bonecas foram exibidos em três estilos: "Geometric Assortment", "Crystal Gala Assortment", e "Boho Assortment". Sua distribuição está prevista para o Outono de 2016. Durante a apresentação também foi revelado uma nova personagem chamada Gloriosa Daisy.

## Sequência
O filme foi seguido por três especiais de TV definidas, tem 22 minutos de duração, foram exibidas em 24 de junho, 1 e 8 de julho de 2017, transmitidos na Netflix, nos Estados Unidos.